# أوسكار باسيت
أوسكار باسيت (بالإسبانية: Oscar Passet)‏ هو لاعب كرة قدم أرجنتيني في مركز حراسة المرمى، ولد في 12 أكتوبر 1965 في سانتا في في الأرجنتين. شارك مع منتخب الأرجنتين لكرة القدم. أما مع النوادي، فقد لعب مع إنديبندينتي وريفر بليت ونادي سان لورينزو ونيولز أولد بويز ويونيون دي سانتا في.

## وصلات خارجية
- أوسكار باسيت على موقع الاتحاد الدولي (مؤرشف)  (الإنجليزية)
- أوسكار باسيت على موقع قاعدة بيانات كرة القدم.إي يو (الإنجليزية)
- أوسكار باسيت على موقع ناشيونال فوتبول تيمز (الإنجليزية)
- أوسكار باسيت على موقع عالم كرة القدم.نت (الإنجليزية)